# Uhuru Kenyatta
Uhuru Muigai Kenyatta, född 26 oktober 1961 i Nairobi, är en kenyansk politiker som var Kenyas president 2013–2022.
Kenyatta var tidigare ledare för Kenyas Afrikanska Nationella Union (KANU), ett tidigare regeringsparti i Kenya, och till 2013 ledare för oppositionen i det nionde kenyanska parlamentet. Den 9 mars 2013 utnämndes han till vinnare i Kenyas presidentval, trots anklagelser om valfusk från motståndaren Raila Odinga[källa behövs] och blev därmed landets fjärde president. Han återvaldes till en andra period den 8 augusti 2017, men valet förklarades ogiltigt. Vid valet den 26 oktober samma år ställde Oringa inte upp och Kenyatta fick 98 % av rösterna. Han svors in som president den 28 november 2017.
Uhuru Kenyatta stod åtalad inför Internationella brottmålsdomstolen i Haag för brott mot mänskligheten efter våldsutbrottet i samband med valet 2007, men i mars 2015 lades åtalet ned.
Uhuru Kenyatta är son till Jomo Kenyatta, Kenyas första president (1964–1978). Namnet Uhuru är swahili för frihet.

## Biografi

### Uppväxt, studier och företagande

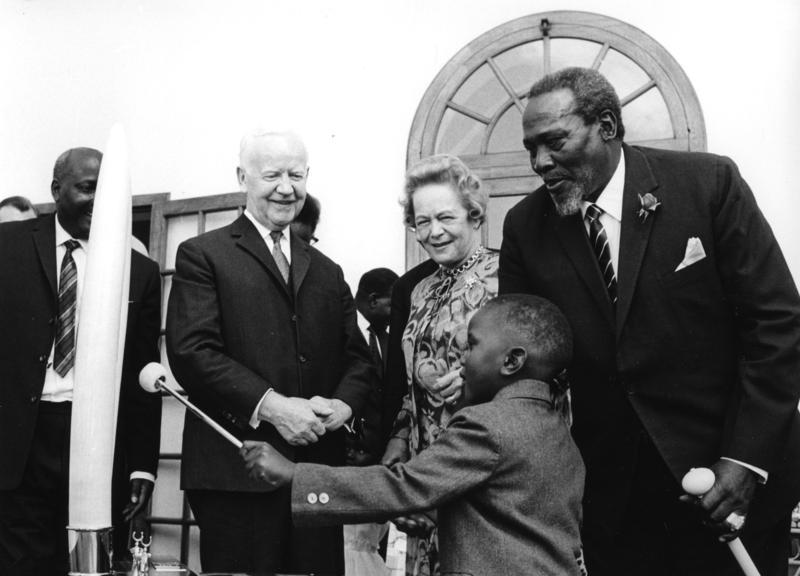
Uhuru Kenyatta (pojken på bilden) tillsammans med sin far och president Heinrich Lübke.

Uhuru Kenyattas föräldrar är Jomo Kenyatta, Kenyas första president, och Mama Ngina Kenyatta. Han härstammar från Kikuyu-folket som är ett bantufolk. "Uhuru" betyder frihet och namnet gavs honom i förutsägelsen om Kenyas kommande självständighet. Grundskolan gick han i St Mary's School i Nairobi. Därefter gick han vidare till att studera ekonomi och statsvetenskap vid Amherst College i USA. Efter examen återvände han till Kenya och startade företaget Wilham Kenya Limited, genom vilket han exporterade jordbruksprodukter.

## Kritik

### Våldsamheterna efter presidentvalet 2007
Den 15 december 2010, innan han utnämndes till president, gick Internationella brottmålsdomstolen (ICC) ut med att Kenyatta var misstänkt för brott mot mänskligheten. Detta på grund av att han antogs ha planerat och finansierat de våldsamheter som uppstod i Naivasha och Nakuru i Kenya i samband med presidentvalet 2007.